# Neocòrtex
El neocòrtex, neoescorça, isocòrtex o neopal·li (en llatí, 'nova escorça') és una part del cervell dels mamífers. És la capa exterior dels hemisferis cerebrals i es compon de sis capes, numerades de I a VI (de la més exterior a la més interior). El neocòrtex forma part del còrtex cerebral (juntament amb l'arquicòrtex i el paleocòrtex, que són parts corticals del sistema límbic). Té un paper en funcions com ara la percepció sensorial, la generació d'ordres motrius, el raonament espacial, el pensament conscient i, en els humans, el llenguatge.